# ناوتو ماتسو
ناوتو ماتسو (انگلیسی: Naoto Matsuo؛ زادهٔ ۱۰ سپتامبر ۱۹۷۹) بازیکن فوتبال اهل ژاپن است.
از باشگاه‌هایی که در آن بازی کرده‌است می‌توان به باشگاه فوتبال کونسادول ساپورو، باشگاه فوتبال ویسل کوبه، باشگاه فوتبال سرزو اوساکا، باشگاه فوتبال توکیو، و باشگاه فوتبال آلبیرکس نیگاتا اشاره کرد.